# Julie Foudy
Julie Maurine Foudy (* 23. ledna 1971) je bývalá americká fotbalistka, záložnice. Je dvojnásobnou mistryní světa a dvojnásobnou zlatou olympijskou medailistkou. V letech 1988 až 2004 hrála za reprezentaci Spojených států amerických. Za reprezentaci odehrála celkem 274 zápasů, v letech 2000 až 2004 byla kapitánkou.
V roce 2007 byla s Miou Hammovou uvedena do National Soccer Hall of Fame.
Je autorkou knihy Choose to Matter: Being Courageously and Fabulously YOU a objevila se také ve filmu Dare to Dream: The Story of the U.S. Women's Soccer Team.